# 나카노카미섬

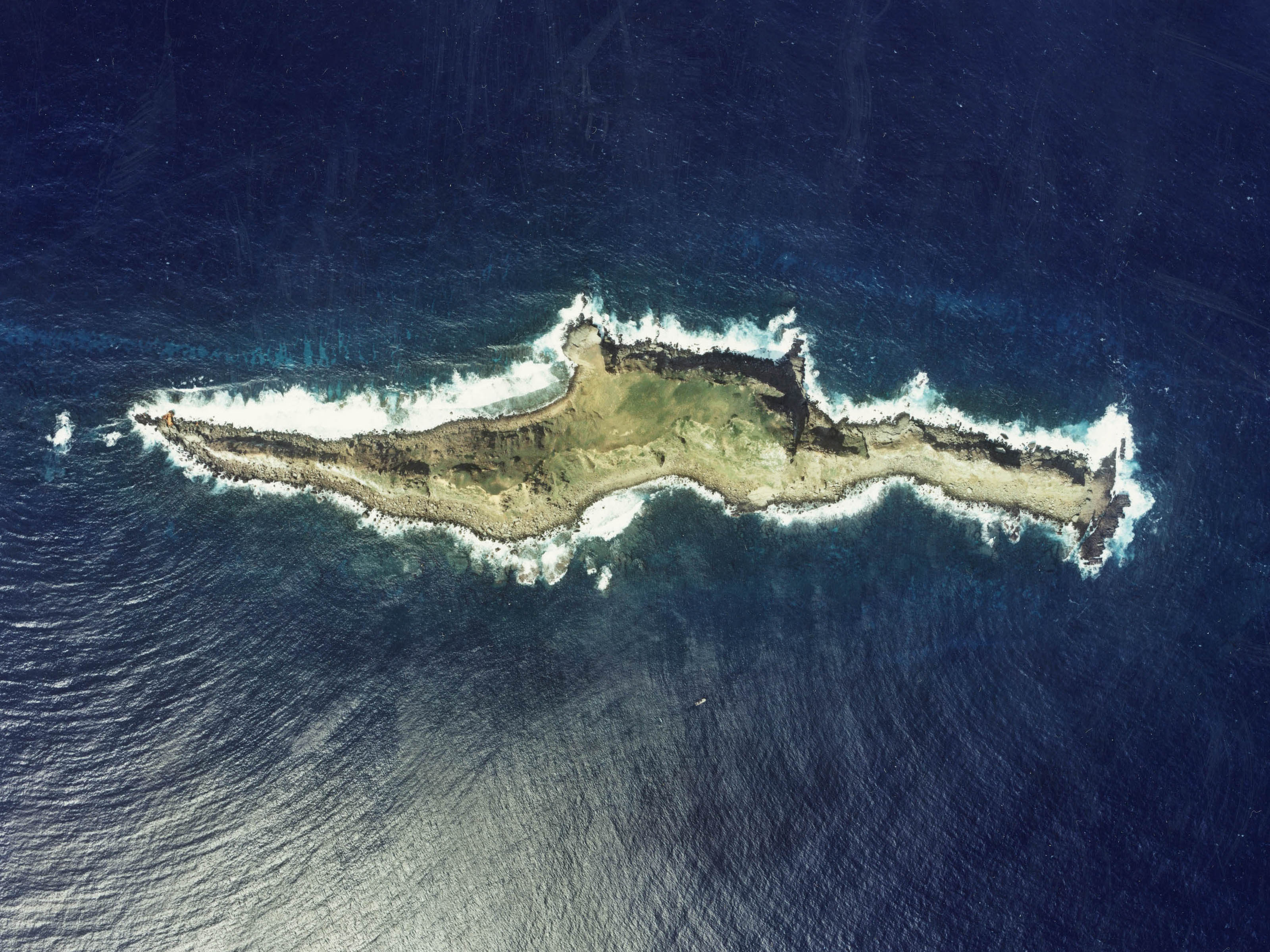

나카노카미섬(仲の神島) 혹은 나카노우간섬은 일본 오키나와현 야에야마 제도의 섬들 중 하나이다. 이 섬은 길쭉한 형태로 되어 있는 섬이다. 북동쪽으로는 이리오모테섬이 있고 남동쪽에는 하테루마섬이 위치해 있다. 북서쪽으로 조금 가면 요나구니섬이 보인다. 요나구니섬 다음으로 타이완섬에 가까이 있어 맑은 날에는 타이완섬을 볼 수 있다. 이 섬은 사람이 살지 않는 무인도이기 때문에 대부분이 숲으로 덮여져 있다. 이 섬 동쪽 끝에는 텐마사키라는 곶이 하나 있다. 이 곶에서 보면 타이완섬을 볼 수 있다. 이 섬은 동중국해 남부에 위치한다. 하테루마섬 다음으로 야에야마 제도의 남쪽에 위치하고 있다.